# 캐피틀힐

캐피틀힐

캐피틀힐(Capitol Hill)은 미국 워싱턴 D.C.의 한 지구이다. 미국 의회의사당이 이 곳에 위치한다.